# Lymphödem
Das Lymphödem ist eine sicht- und tastbare Flüssigkeitsansammlung im Interstitium (Zwischenzellraum). Es wird durch mechanische Insuffizienz des Lymphgefäßsystems hervorgerufen, so dass die interstitielle Flüssigkeit nicht mehr ausreichend über die Lymphgefäße abtransportiert werden kann. Dies führt zu einem Rückstau und zur Ansammlung von Flüssigkeit in den Zellzwischenräumen (Ödem). Neben den Extremitäten können auch das Gesicht, der Hals, der Rumpf und die Genitalien betroffen sein. Beim Lymphödem handelt sich um eine Symptombeschreibung, nicht um eine Diagnose.

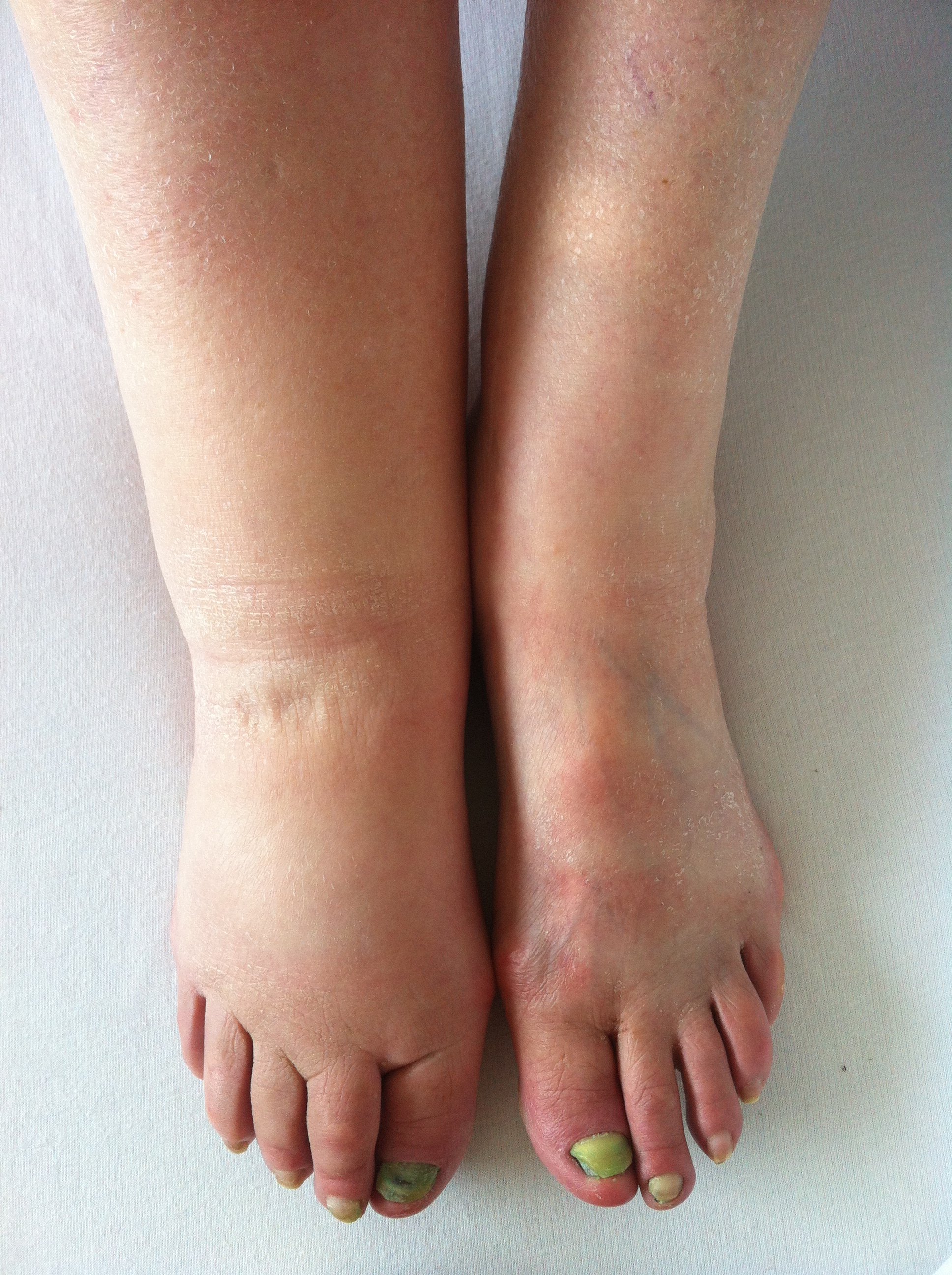
Lymphödeme im rechten Unterschenkel einer Frau bei Zustand nach Hysterektomie.

## Lymphödemstadien
- Stadium 0, Latenzstadium (unterschwelliges Ödem): Es treten noch keine Symptome in Erscheinung.
- Stadium 1, Reversibles Stadium: Eiweißreiches Ödem, nur wenige, kleine, lokal begrenzte fibrosklerotische Gewebsveränderungen. Das Ödem ist noch teigig-weich, es kann mit dem Finger noch leicht eine „Delle“ eingedrückt werden. Ein Hochlagern des Ödems (soweit möglich) reduziert in gewissem Maße die Schwellung. Das Stemmersche Zeichen ist (meist) positiv.
- Stadium 2, Spontan irreversibles Stadium: In diesem Stadium finden fibrosklerotische Veränderungen sowie eine Fettgewebsproliferation statt. Das Ödem ist hart und reagiert auf Hochlagern nicht mehr mit Abschwellung. Mit dem Finger lässt sich keine oder nur noch eine sehr flache Delle in die Haut drücken.
- Stadium 3, Elephantiasis: Ausgedehnte fibrosklerotische Veränderungen sowie Fettgewebsproliferationen haben stattgefunden. Das betroffene Körperteil ist möglicherweise bis zur Unförmigkeit geschwollen. Durch die Schwellung ist die Beweglichkeit stark eingeschränkt. Die Haut neigt zu Bläschen und Fisteln, Ekzemen und schlecht heilenden Wunden.

## Ätiologische Klassifikation
Das Lymphödem ist differentialdiagnostisch abzugrenzen vom Lipödem und von der Lipohypertrophie. Man unterscheidet beim Lymphödem die primäre von der sekundären Form:
- Bei der primären Form (selten) sind die Lymphgefäße und/oder Lymphknoten aufgrund einer Entwicklungsstörung nicht oder nur teilweise oder mit einer Fehlbildung angelegt. Ganze Extremitäten oder Körperregionen können hier betroffen sein. Das völlige Fehlen der Lymphgefäße einer ganzen Körperregion ist nicht mit dem Leben vereinbar und führt schon im Mutterleib oder kurz nach der Geburt zum Tod. Es gibt auch angeborene Formen (hereditäres Lymphödem), s. Milroy-Krankheit[3] und Meige-Krankheit,[4] früher als Nonne-Milroy-Meige-Syndrom bezeichnet.

- Beim sekundären Lymphödem (Mehrzahl der Fälle) sind die Abflussbahnen mechanisch insuffizient als Folge von entweder pathologischen Veränderungen wie z. B. Tumorerkrankungen, Traumata, Lymphangitiden (Entzündung aufgrund von Viren, Bakterien, Pilzen, Parasiten etc., auch im rheumatischen Formenkreis), chronisch-venöse Insuffizienz (CVI), Diabetes mellitus, oder aufgrund von iatrogenen Eingriffen wie z. B. OP-Narben, radiologischen Bestrahlungen, Entfernung von Lymphknoten nach Tumorentfernung, Venenentnahme zur Bypass-OP.

## Diagnostik

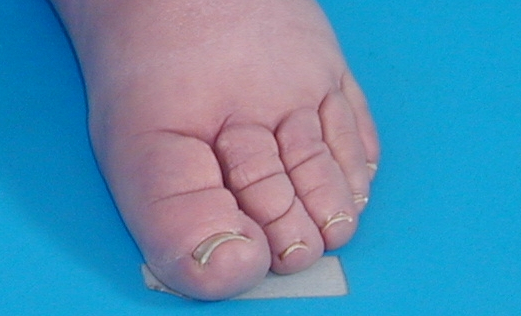
Stemmersches Zeichen

- Stemmersches Zeichen: Lässt sich eine Hautfalte über der 2. und 3. Zehe überhaupt nicht oder nur sehr schwer abheben, ist das ein eindeutiges Zeichen für ein Lymphödem. Dasselbe gilt für Arme und Hände. Man spricht von einem positiven Stemmerschen Zeichen. Es kommt im weiteren Verlauf zu einer Verdickung der Zehen mit annähernd 4-kantigem Aussehen.
- Ultraschall (Duplexsonografie): Mit einer Ultraschalluntersuchung können die Veränderungen des Haut- und Unterhautgewebes genau beurteilt werden. Sie gibt Aufschluss darüber, ob es sich um eine Erkrankung der Lymphgefäße oder der Venen handelt.
- Lymphografie/Lymphszintigrafie

## Therapie
Therapie der Wahl ist die Komplexe Physikalische Entstauungstherapie (KPE). Hierunter werden zusammengefasst:
- Manuelle Lymphdrainage: Die manuelle Lymphdrainage ist eine spezielle Drainagetechnik, mit der das Lymphgewebe erweicht und die gestaute Lymphflüssigkeit in Richtung Bauch- und Brustraum befördert wird, ohne die Durchblutung zu verstärken. Mit unterschiedlichem Druck werden die Haut und das Unterhautfettgewebe drainiert. Mit speziellen Griffen regt der Therapeut die Eigenbewegung der Lymphgefäße an, womit er den Transport der Lymphe begünstigt. Bei konsequenter Anwendung – je nach Schweregrad einmal oder mehrmals pro Woche – wird das Ödemvolumen gemindert. Der therapeutische Effekt hält etwa 24 Stunden an. Deshalb muss ergänzend eine Kompressionsbehandlung erfolgen.
- Maschinelle Lymphdrainage: Spezielle Lymphpumpen werden an Beinstiefel oder Armmanschetten angeschlossen. Die Manschetten, die über mehrere verschiedene Luftkammern verfügen, werden dann mit Druck beaufschlagt. Die unterste Kammer hat den höchsten Druck. Es beginnt dann ein Zyklus, in dem die Kammern sequentiell aufgepumpt werden.
- Hautpflege
- Kompressionsbandage/Kompressionsstrümpfe: Mit Kompressionsbandagen werden die betroffenen Arme oder Beine umwickelt. Der äußere Druck unterstützt den Abtransport der Lymphflüssigkeit und damit den Abbau des Lymphstaus. Eine fachgerechte Bandagierung umfasst neben Kompressionsbinden auch Vliespolster und Schaumstoffplatten zur Abpolsterung. Wenn die Schwellneigung abnimmt, können die Bandagen durch Kompressionsärmel oder -strümpfe ersetzt werden. Das sind speziell angefertigte Handschuhe, Kompressionsärmel oder Fußkappen und Beinstrümpfe aus festem Flachstrickmaterial, das nur für die Behandlung von Lymphödemen und nicht für die von Venenerkrankungen geeignet ist.
- Spezielle Bewegungstherapie in Kompression: Regelmäßige Bewegungsübungen fördern den Lymphfluss und bauen den Lymphstau ab. Dabei werden Kompressionsbandagen oder -strümpfe getragen, um die Wirkung der entstauenden Übungen zu steigern. Der Therapeut entwickelt für den Patienten ein geeignetes Übungsprogramm, das u. a. davon abhängt, an welcher Stelle das Lymphödem ist.

Des Weiteren können im Rahmen der Supermikrochirurgie Lymphabstromwege wiederhergestellt werden und dadurch dauerhaft die Lymphwassereinlagerungen reduziert werden.
Keine alleinige Therapieoption sind Diuretika (entwässernde Medikamente). Eine alleinige Behandlung mit Diuretika vermindert zunächst und primär das vaskuläre Flüssigkeitsvolumen. Der onkotische Sog des Plasmas wird nur kurzzeitig aufgebaut und verändert die Eiweiß- und Proteinkonzentration des Ödems nicht positiv. So wird man einen Jo-Jo-Effekt beobachten können. Um die gewünschte Wirkung des Diuretikums zu erhalten, wird man das Diuretikum ständig und in steigender Konzentration verabreichen müssen. Weiterhin beachte man, dass ein Diuretikum den Lymphtransportmechanismus beeinträchtigt.

## Vorsichtsmaßnahmen
Als Vorsichtsmaßnahmen werden alle jene Tätigkeiten verstanden, die die Entstehung eines Lymphödems verhindern. Jede Verletzung des betroffenen Armes/Beines muss unbedingt vermieden werden. Dazu gehört auch das Vermeiden von Injektionen, Blutabnahmen, Mückenstichen, Sonnenbränden usw.
Selbst einschnürende Kleidung kann ein Lymphödem auslösen. Bei dieser Erkrankung gilt: „Einmal Lymphödem, immer Lymphödem“. Umso mehr ist den Verhaltensregeln bzw. Vorsichtsmaßnahmen Beachtung zu schenken.